# Herbstmühle (Weismain)
Die Herbstmühle (früher auch Wunkendorfer Mühle) ist eine ehemalige Getreide- und Ölmühle im Bärental, nordwestlich des Weismainer Gemeindeteils Wunkendorf an der Krassach. Sie ist ein eigener Gemeindeteil mit drei Einwohnern (Stand 1. Januar 2018). In einem Nebengebäude der Mühle befindet sich eine Unterkunft der Kulmbacher Bergwachtsektion, Die Mühle beherbergt  ein Mühlen- und Technikmuseum. Als geschütztes Baudenkmal wird die Mühle vom Bayerischen Landesamt für Denkmalpflege unter der Denkmalnummer D-4-78-176-106 geführt.

## Geschichte
Wann die Herbstmühle erbaut wurde, ist unklar. Die erste Erwähnung war 1421 mit „Albrecht Herbstmülner in der Hopffenmül bei Niesten“. Eine weitere Nennung war 1422 „an einer Wies ob der Herbstmul“.
Eine erste Beschreibung stammt aus dem Jahr 1801, der erste bekannte Katastereintrag von 1810. Es kann jedoch angenommen werden, dass die Mühle wesentlich älter ist. Der alte Name Wunkendorfer Mühle rührt von der räumlichen Nähe zu Wunkendorf her und von dem Umstand, dass in früheren Zeiten die Wunkendorfer täglich zur Mühle hinunterstiegen, um dort Trinkwasser zu schöpfen.
Anfang des 19. Jahrhunderts hatte die Mühle das reale Mahlrecht zum Betrieb von zwei Getreidemahlgängen. Zum Anwesen gehörten damals neben dem Mühl- und Wohngebäude verschiedene Wirtschaftsgebäude, ein Garten, Felder, Wiesen und Wälder sowie die Fischrechte in der Krassach. Um 1830 wurde die Mühle mit einem weiteren Wasserrad, das ein Stampfwerk zur Ölherstellung antrieb, erweitert.
1914 baute der damalige Besitzer der Mühle eine Turbine ein, die die Wasserräder überflüssig werden ließ. Ebenso wurden das alte Antriebssystem und der Mühlenraum durch neue technische Anlagen ersetzt; bis 1916 wurde die Steueranlage turbinengerecht umgebaut. Dadurch ließ sich neben dem Betreiben der Mahlgänge auch Strom für die häusliche Nutzung erzeugen. Die niedrige Spannung eignete sich jedoch nur für Glühbirnen und den Antrieb einzelner mechanischer Geräte.
Spätestens ab dem Zweiten Weltkrieg ließ nur noch die  Bevölkerung der Umgebung dort Getreide mahlen, so dass die fehlende wirtschaftliche Rentabilität den Müller 1974 zur Aufgabe des Mühlbetriebs zwang. Heute ist die Mühle ein privates Wohnhaus.

### Einwohnerentwicklung
Die Tabelle gibt die Einwohnerentwicklung der Herbstmühle der jüngeren Zeit wieder.
| Jahr | Einwohner | Quelle |
| ---- | --------- | ------ |
| 2012 | 3         | [ 8 ]  |
| 2013 | 3         | [ 9 ]  |
| 2015 | 3         | [ 10 ] |
| 2018 | 3         | [ 1 ]  |

## Architektur
Die Herbstmühle ist ein zweigeschossiger Wohnstallbau aus der ersten Hälfte des 19. Jahrhunderts mit massivem Erdgeschoss und darüberliegendem Fachwerkgeschoss. Den Abschluss bildet ein Walmdach. Die ehemals oberschlächtigen Wasserräder sind nicht mehr vorhanden, jedoch kennzeichnet eine farbig hervorgehobene Silhouette an der Hauswand die ehemalige Position.

## Mühlen- und Technikmuseum
In dem kleinen Museum in der Mühle sind verschiedene Gegenstände aus dem Mühlenalltag früherer Zeiten zu sehen und auch die Turbinenanlage von 1914 wurde optisch aufbereitet und kann besichtigt werden. Es handelt sich um eine Francis-Turbine, die im Jahr etwa 18.000 kWh Strom erzeugt. Abzüglich des Eigenbedarfs konnten ca. 14.500 kWh jährlich in das öffentliche Stromnetz eingespeist werden. Die Nennleistung der Turbine lag bei 8 KW.

## Regelmäßige Feste und Veranstaltungen
- Juraturm-Fest, organisiert von der Bergwachtssektion Kulmbach[11]